# Аркаул (Караидельский район)
Аркаул (баш. Арҡауыл) — деревня в Караидельском районе Республики Башкортостан Российской Федерации. Входит в состав Ургушевского сельсовета. 

## География

### Географическое положение
Расстояние до:
- районного центра (Караидель): 37 км,
- центра сельсовета (Ургуш): 9 км,
- ближайшей ж/д станции (Щучье Озеро): 113 км.

## Население
| 2002 | 2009 | 2010 |
| ---- | ---- | ---- |
| 11   | ↘10  | ↘4   |

### Национальный состав
Согласно переписи 2012 года, преобладающие национальности — татары (90 %), башкиры (10 %).